# The Castles of Burgundy
The Castles of Burgundy (укр. Замки Бургундії) — настільна гра для двох-чотирьох гравців, події якої розгортаються у Середньовічному герцогстві Бургундія. Її розробив Штефан Фельд, ілюстрації створили Жульєн Дельваль і Гаральд Лієске. Гру вперше опублікували у 2011 році компанії Ravensburger та alea. Вона вважається класикою жанру єврогр і однією з найвпливовіших настільних ігор останнього десятиліття. У грі використовуються механіки кидання кубиків, їх розміщення, модульна побудова поля та збирання сетів. Гра дозволяє змінювати результати кубиків, надаючи гравцям широкий спектр можливостей.

## Ігровий процес
У Castles of Burgundy гравці збирають шестикутні плитки, щоб заповнити свої індивідуальні ігрові поля. Гравці обирають плитки за допомогою кидків кубиків і отримують бонуси за їх розміщення. Гравці можуть отримати додаткові переможні очки за заповнення певної області на своєму полі: чим швидше це зроблено, тим більше очок. Також бонусні очки нараховуються за заповнення всіх плиток одного кольору.

## Версії
У 2014 році портал Yucata випустив веб-версію гри. У 2016 році Ravensburger випустила Castles of Burgundy: The Card Game. Ravensburger також створила «roll-and-write» версію The Castles of Burgundy: The Dice Game у 2017 році. У 2019 році DIGIDICED розробила версії для Steam, Android і iOS.

## Нагороди та визнання
- 2011
  - Spiel des Jahres: рекомендована гра[13];
  - Deutscher Spiele Preis: 2-е місце[14];
  - International Gamers Award: номінована у категорії General Strategy; Multi-player[15];
- 2012
  - As d'Or: номінація[16];
- 2018
  - Juego del Año: фіналіст[17].
- 2023
  - Golden Geek Award: найкраще оформлення та презентація настільної гри.